# 2-بنتانول
بنتان-2-ول هو كحول دهني ذو خمسة ذرات كربون، صيغته الجزيئية هي C5H12O. يتميز الكحول بأنه شفاف، ويستخدم كمكون رئيسي في إنتاج زيت الموز، ويتواجد في الطبيعة ويستخدم أيضًا كنكهة في الصناعة.